# Willi Steffen
Willi Steffen   (Berna, 17 de març de 1925 - Berna, 3 de maig de 2005) fou un futbolista suís.
S'inicià al Cantonal Neuchâtel i més tard fou el primer futbolista suís en jugar a Anglaterra quan fitxà pel Chelsea FC. En realitat havia viatjat a Anglaterra a estudiar anglès però coincidí que la seva professora era la dona de l'entrenador del Chelsea, Billy Birrell. Provà per aquest club, pel qual fitxà el juliol de 1946.
El 1947 retornà a Suïssa on fitxà pel Young Boys Berna, club amb el qual guanyà la lliga suïssa quatre cops consecutius (1957-60) i la copa el 1953 i 1958.
Amb la selecció de Suïssa jugà la Copa del Món de Futbol 1950. Representà la selecció 28 cops.
Va morir a Berna el 2005, a l'edat de 80 anys.